# كأس ديفيز 1977
كأس ديفيز 1977 هو الموسم 66 من  كأس ديفيز. فاز فيه منتخب أستراليا لكأس ديفيز.